# Ступак, Григорий Лаврентьевич
Григорий Лаврентьевич Ступак (5.6.1922, Киевская область — 10.6.1972, Киевская область) — советский военнослужащий, участник Великой Отечественной войны, Герой Советского Союза, командир пулемётного взвода 130-го гвардейского стрелкового полка 44-й гвардейской стрелковой дивизии 65-й армии 1-го Белорусского фронта, гвардии старший лейтенант. Герой Советского Союза.

## Биография
Родился 5 июня 1922 году в селе Бервица ныне Броварского района Киевской области в крестьянской семье. Украинец. Член КПСС с 1943 года. Окончил пять классов Броварской школы. Работал в колхозе, затем сотрудником Киевского военно-охотничьего общества.
10 июня 1941 года призван в ряды Красной Армии. В боях Великой Отечественной войны с 27 июня 1941 года. Воевал на Западном, Центральном, Сталинградском, 1-м Украинском, 1-м Белорусском и 2-м Белорусском фронтах.
Осенью 1944 года части Красной Армии вышли к Государственной границе СССР. Впереди — река Нарев. Это крупная водная преграда с подготовленной обороной на правом берегу. Командующий армией генерал П. И. Батов поставил задачу частям: преследуя неотступно противника, готовиться с ходу форсировать Нарев и захватить плацдарм.
3 сентября 1944 года нашим частям пришлось прорывать предмостный рубеж. Пулемётный взвод Г. Л. Ступака не только кинжальным огнём проложил путь пехоте, но одним из первых ворвался в траншею противника, а при отражении контратаки скрытно зашёл во фланг наступающим фашистам и открыл огонь из всех пулемётов. Атака врага захлебнулась. Оставив на поле боя около 40 трупов, гитлеровцы обратились в бегство.
5 сентября 1944 года наши части вышли на реку Нарев. Правый берег крутой, опутан в несколько рядов колючей проволокой, а за ней — дзоты, траншеи, и всё это прикрыто сплошными минными полями. Под непрерывным огнём противника бойцы вязали плоты и с ходу форсировали Нарев. Г. Л. Ступак вплавь устремился через реку. Достигнув правого берега, он залёг за пулемёт, вступил в единоборство с огневыми точками противника и этим самым дал возможность всему батальону форсировать реку и закрепиться на маленьком клочке земли.
В ночь на 6 сентября 1944 года фашисты бросили на позиции пулемётчиков Г. Л. Ступака два танка и около сотни автоматчиков. Пропустив танки, пулемётчики ураганным огнём отрезали наступавшие цепи. Фашисты отступили на исходное положение. Потеряв поддержку пехоты, танки круто повернули обратно и скрылись. Плацдарм был сохранен и расширен вновь переправившимися частями.
Указом Президиума Верховного Совета СССР от 24 марта 1945 года за умелое командование пулемётным взводом при прорыве обороны противника, захвате плацдарма на реке Нарев и проявленные при этом мужество и героизм гвардии старшему лейтенанту Григорию Лаврентьевичу Ступаку присвоено звание Героя Советского Союза с вручением ордена Ленина и медали «Золотая Звезда».
После окончания Великой Отечественной войны продолжал службу в армии. В 1950 году окончил курсы усовершенствования командного состава. С 1955 года майор Г. Л. Ступак в запасе. Работал в ДОСААФ. Жил в городе Бровары Киевской области. Скончался 10 июня 1972 года. Похоронен в городе Бровары.
Награждён орденами Ленина, Кутузова 3-й степени, Отечественной войны 2-й степени, Красной Звезды, медалями.